# Yawanawá
Gli Yawanawá  sono un gruppo etnico del Brasile, del Perù e della Bolivia.

## Lingua
Parlano la lingua Yawanawá (codice ISO 639: YWN) che appartiene alla famiglia linguistica pano e che mostra un elevato livello di intelligibilità con le lingue di altri gruppi tra cui gli Shanênawa, i Jaminawa, gli Shawanawa e i Sainawa. Molti membri del gruppo, soprattutto i più giovani, parlano anche il portoghese.

## Insediamenti
Vivono nello stato brasiliano dell'Acre, nel territorio indigeno del fiume Gregorio (92.859 ettari, delimitato nel 1984). Il territorio si trova nel comune di Tarauacá ed occupa le sorgenti di questo affluente del fiume Juruá. La comunità principale si trova nel villaggio di Nova Esperança, fondato nel 1992. Altre comunità vivono in Perù e in Bolivia.